# Orły (województwo podkarpackie)
Orły – wieś w Polsce położona w województwie podkarpackim, w powiecie przemyskim, w gminie Orły. W latach 1975–1998 miejscowość położona była w województwie przemyskim.
Miejscowość jest siedzibą gminy Orły. Orły leżą przy drodze krajowej nr 77 przebiegającej od Lipnika do Przemyśla.
Jedna z najmłodszych miejscowości na Podkarpaciu – powstała (tak jak i Wacławice) w latach 20. XX wieku. 1 października 1927 utworzono gminę jednostkową Orły z części rozparcelowanych gmin Drohojów, Hnatkowice i Małkowice. 1 października 2017 roku świętowano 90-lecie powstania miejscowości Orły

## Części wsi
| SIMC    | Nazwa              | Rodzaj    |
| ------- | ------------------ | --------- |
| 0607558 | Kacze Doły         | część wsi |
| 0607564 | Kolonia Drohojówka | część wsi |
| 0607570 | Kolonia Hnatkowska | część wsi |
| 0607587 | Kolonia Małkowska  | część wsi |